# Princess Holiday
《Princess Holiday》是由日本AUGUST在2002年9月27日發售的戀愛冒險類型成人遊戲。2003年5月29日由Alchemist代理發售Dreamcast版和2004年5月27日發售PlayStation 2版。2004年8月27日由AUGUST發售Fan disc《AUGUST FAN BOX》。

## 故事簡介
身為吟遊詩人在各國旅行的庫里夫，收到從王都寄來的妹妹信件。在回到已離開3年的故鄉路途中，偶然遇到從王宮偷溜出來的公主。庫里夫就這樣多了教育不懂世事公主的職責，與其他同伴們開始生活。

## 角色

### 主要角色
庫里夫·克勞德（聲：平井達矢（OVA））
本作的男主角。
莉蒂茜亞·拉·繆·森夫尼亞（聲：鳥居花音）
生日：7月5日　身高：152cm　三圍：78(B)/55/78
森夫尼亞王國（シンフォニア王国）的公主，為了隱瞞公主的身份時看到一棵很大的蘋果樹，而使用假名「莉蒂茜亞·愛普露（apple）」。
希露菲·克勞德（聲：椎名奏子）
生日：8月22日　身高：154cm　三圍：75(A)/54/77
庫里夫的妹妹，在教會實習的修女。
艾蕾諾亞·福特瓦斯（聲：海原艾利娜）
生日：12月1日　身高：167cm　三圍：84(C)/59/83
庫里夫和希露菲的青梅竹馬，擔任莉蒂茜亞的護衛騎士。
蕾潔露·哈貝斯特（聲：北都南）
生日：9月9日　身高：168cm　三圍：86(D)/58/85
迴轉蘋果亭酒場的看板娘。
拉碧絲·梅莉庫利烏斯·芙蕾依雅（聲：野野田早苗）
生日：4月17日　身高：142cm　三圍：68(AA)/53/69
時常在酒場出現的魔法使。
戴安娜·艾琳基（聲：南央美）
生日：6月25日　身高：156cm　三圍：81(B)/56/80
宰相德優米納斯的女兒。在家機版中升格為女主角。

### 其他角色
温·莫剛（聲：鶴岡聰（OVA））
陪伴庫里夫旅行的商人。
哈瓦多·哈貝斯特（聲：上別府仁資（OVA））
迴轉蘋果亭酒店的老闆和主廚，蕾潔露的父親。
因為是傭兵出身，有時也會指導主人公的劍技。
歐澤魯·哈伊曾·繆·森夫尼亞
森夫尼亞王國的國王，莉蒂茜亞的父親。
馬特納烏·達達·馬修魯姆
負責管理商業和文化的大臣。
影月
在森夫尼亞王國出沒的義賊。
皮婭（聲：北都南）
拉碧絲飼養的小黑貓。
德優米納斯·艾琳基
森夫尼亞王國的宰相。只登場在家機版中。

## 工作人員
- 原畫：べっかんこう
- 劇本：榊原拓
- 音樂：KeNji
- CG：里見藤久
- 背景：阿舎利ん_16
- 網站：よもぎ
- 制作指揮：るね

## 主題曲
片頭曲「虹の彼方へ」
作詞/作曲：魚太とみぽ 歌：鳥居花音
家機版片尾曲「心から続く未来 〜My fate〜」
作詞：Hiroki 作曲：Kenji 歌：鳥居花音

## OVA
OVA是成人動畫。由Lemon Heart代理發售。

### 主題曲
片尾曲1
作詞：渡部美保，作曲、編曲：清水永之，歌：鳥居花音
片尾曲2「Beloved，you」
作詞、作曲、編曲：葛上大作，歌：鳥居花音

### 配音人員
- クリフ・クラウド：平井達矢
- レティシア・アップル：鳥居花音
- シルフィ・クラウド：椎名奏子
- エレノア・フォートワース：海原エレナ
- レイチェル・ハーベスト／ピア：北都南
- ラピス・メルクリウス・フレイヤ：野々田早苗
- ディアナ・ペシュカ・ホリー・エリンギ：大花どん
- ハワード・ハーベスト：厳蝉秋
- ウォーゼル・ハイゼン・ド・シンフィニア：世良公一
- エミィ：宇佐美陽菜
- ユミィ：宇佐美陽菜
- レグラス・田辺豊
- 神官クラウド：四谷熊太

### 工作人員
- 企畫：豪冠太郎
- 監督・分鏡：中島弘明
- 系列構成・脚本：花いちもんめ
- 演出：洪憲杓
- 人物設定：吉本拓二
- 作畫監督：吉本拓二・大河原晴男（第1話）・服部憲知（第2話）
- 美術監督：板倉佐賀子
- 音響監督：一之瀬○
- 音響製作：レオ本舗
- 製作人：小石川由字・玉田桂弘
- 動畫製作：タダマフィルム
- 製作：「Princess Holiday」製作委員会

### 發售日
Complete版和完全版都是合集。
- 第1話 2004年3月25日
- 第2話 2004年5月25日
- Complete版 2006年5月26日
- 完全版 2010年6月25日

## 相關商品
小說
- Princess Holiday

著者：有沢黎　原畫：べっかんこう　出版社：HARVEST出版　發售日：2003年3月1日　ISBN 4-434-02799-9
書籍
- Princess Holiday 〜転がるりんご亭千夜一夜〜 ビジュアルファンブック

出版社：ソフトバンククリエイティブ　發售日：2003年3月7日　ISBN 4-7973-2262-4

## 外部連結
- PC版官網（页面存档备份，存于）AUGUST（日語）
- DC版官網Alchemist（日語）
- PS2版官網Alchemist（日語）